# Niobocarbur
El niobocarbur és un mineral de la classe dels elements natius. S'anomena així per la seva composició: niobi i carbur. Va ser aprovat l'any 1995. Un sinònim seu és el codi IMA1995-035. Forma sèrie amb el tantalcarbur.

## Classificació
A la classificació de Nickel-Strunz apareix classificat com a metall o aliatge intermetàl·lic i dins d'aquest grup com a carbur (1.BA.20). A la classificació de Dana apareix com a element natiu o aliatge i dins d'aquest grup com a metall (1.1.29.1).

## Característiques
El niobocarbur és un mineral de fórmula química (Nb, Ta)C. Cristal·litza en el sistema isomètric. La seva duresa a l'escala de Mohs és 8.

## Formació i jaciments
Es troba en dipòsits tipus placer d'elements del grup del platí. Només ha estat descrit a Rússia.